# 巴斯港 (緬因州)
巴斯港（英語：Bass Harbor）是位於美國緬因州漢考克縣的一個非建制地區。

## 地理
巴斯港所處的海拔為高於海平面7米（即23英呎），而該地所採用的時區為UTC-5，即北美东部時區（EST）。同時該地設有夏令時間，為UTC-5調快一小時，即UTC-4（EDT）。